# Crex crex
Il re di quaglie o gallinella terrestre o ortigomètra (Crex crex (Linnaeus, 1758)), unica specie del genere Crex Bechstein, 1803, è un uccello della famiglia dei Rallidi originario dell'Eurasia centrale e occidentale.

## Tassonomia
I Rallidi sono una famiglia di uccelli che comprende quasi 150 specie. Sebbene le loro origini risalgano a tempi remotissimi, il maggior numero di specie e le forme più primitive sono diffuse nel Vecchio Mondo e gli studiosi ritengono quindi che la famiglia abbia avuto origine qui. La tassonomia dei piccoli Rallidi è piuttosto complicata, ma possiamo affermare con certezza che il parente più stretto del re di quaglie è il re di quaglie africano, attualmente classificato nel genere monotipico Crecopsis.
Il re di quaglie è stato descritto per la prima volta da Linneo nel suo Systema Naturae del 1758, con il nome Rallus crex, ma venne in seguito trasferito nel genere Crex, creato dal naturalista e ornitologo tedesco Johann Matthäus Bechstein nel 1803, e battezzato Crex pratensis. Il nome specifico crex, comunque, godeva del diritto di priorità rispetto al pratensis di Bechstein, quindi la specie venne denominata Crex crex, nome con la quale è nota ancora oggi. Il nome scientifico, Crex crex, derivato dal greco antico κρεξ, è onomatopeico e si riferisce al ripetitivo richiamo stridente dell'animale. In inglese la specie è nota come Corn Crake (Corncrake in passato), che vuol dire «rallo del grano», per la sua abitudine di nidificare nei campi di fieno o cereali, piuttosto che nelle paludi, come fa la maggior parte dei Rallidi.

## Descrizione
Il re di quaglie è un rallide di medie dimensioni: misura 27–30 cm di lunghezza e ha un'apertura alare di 42–53 cm. I maschi pesano in media 165 g e le femmine 145 g. Il maschio adulto presenta la sommità del capo e tutte le regioni superiori di colore marrone-nero, striate di camoscio o grigio. Le copritrici sono di un caratteristico colore castano, con alcune strisce bianche. La faccia, il collo e il petto sono grigio-blu, a eccezione di una striscia marrone chiaro estesa dalla base del becco fin sopra all'occhio, l'addome è bianco, e i fianchi e il sottocoda sono segnati da strisce bianche e castane. Il forte becco è color carne, l'iride è marrone chiaro, e le zampe e i piedi grigio chiaro. Rispetto al maschio, la femmina presenta regioni superiori dai toni più caldi e una striscia sopraoculare più sottile e meno vistosa. Al di fuori della stagione degli amori, le regioni superiori di entrambi i sessi divengono più scure e quelle inferiori meno grigie. I giovani hanno un aspetto simile a quello degli adulti, ma hanno le regioni superiori di una tonalità più giallastra, mentre il grigio di quelle inferiori è rimpiazzato da un marrone-camoscio. I pulcini sono ricoperti da un piumino nero, come quelli di tutti gli altri quelli di tutti gli altri Rallidi. Non vengono riconosciute sottospecie e tutte le popolazioni mostrano una grande variazione individuale nella colorazione; man mano che ci si dirige verso i confini orientali dell'areale, gli uccelli assumono gradualmente una colorazione più chiara e grigia. Dopo la nidificazione gli adulti effettuano una muta completa, che termina generalmente agli ultimi di agosto o ai primi di settembre, prima della migrazione verso l'Africa sud-orientale. In Africa, prima del ritorno, gli uccelli sono sottoposti a una muta parziale pre-nidificatoria, che coinvolge soprattutto il piumaggio di testa, corpo e coda. Gli esemplari giovani effettuano una muta delle penne di testa e corpo circa cinque settimane dopo la schiusa.
Nei terreni di svernamento il re di quaglie condivide l'areale con il rallo africano, ma si differenzia da esso per le dimensioni maggiori, la colorazione più chiara delle regioni superiori, la colorazione tenné delle ali e la diversa colorazione delle regioni inferiori. In volo, ha ali più lunghe e meno arrotondate e battiti d'ala più deboli del re di quaglie africano, e mostra il margine bianco sulla superficie interna dell'ala. Sia nell'areale di nidificazione che in quello di svernamento, è facile distinguerlo dagli altri Rallidi, dal momento che le specie simpatriche sono più piccole, presentano disegni bianchi sulle regioni superiori, hanno una colorazione differente sulle regioni inferiori e il becco più breve. In volo il re di quaglie può ricordare un galliforme, ma il disegno castano sulle ali e le zampe tenute penzoloni lo rendono inconfondibile.

### Richiamo
Nei terreni di nidificazione, il richiamo di avviso del maschio del re di quaglie è un profondo, gracchiante e ripetitivo krek krek, emesso generalmente da un basso posatoio con la testa e il collo tenuti quasi verticali e il becco aperto. Questo richiamo può essere udito da 1,5 km di distanza, e serve a ribadire il possesso di un determinato territorio, ad attrarre le femmine e a lanciare sfide ai maschi invasori. Dal momento che vi sono leggere differenze nelle vocalizzazioni emesse, è possibile riconoscere ciascun maschio dal proprio richiamo. Agli inizi della stagione di nidificazione, il richiamo viene emesso quasi continuamente di notte, ma anche durante il giorno. Può essere ripetuto per più di 20.000 volte a notte, con un picco registrato tra mezzanotte e le tre. Tale richiamo si è sviluppato per rendere più manifesta la posizione del maschio, dal momento che la specie vive nel fitto della vegetazione. La frequenza dei richiami si riduce dopo poche settimane, ma può di nuovo intensificarsi verso il termine del periodo della deposizione delle uova, prima di cessare del tutto con la fine della stagione riproduttiva. Per attirare i maschi di questa specie, si può imitare meccanicamente il loro richiamo strofinando un pezzo di legno con un bastone nodoso o una carta di credito su un pettine o una cerniera lampo. Il maschio produce anche una sorta di ringhio, emesso con il becco chiuso durante le manifestazioni aggressive.
La femmina del re di quaglie può emettere un richiamo simile a quello del maschio, ma in più produce un caratteristico latrato, dal ritmo simile al richiamo principale, ma meno stridulo. Produce anche una specie di cinguettio e un pigolio, oo-oo-oo, per chiamare i pulcini. Questi ultimi emettono un flebile peeick-peeick di contatto, e un pigolio impiegato per richiedere il cibo. A causa della difficoltà nell'avvistare la specie, le popolazioni vengono censite conteggiando i richiami dei maschi emessi tra le 23:00 e le 03:00; questi uccelli non si spostano molto durante la notte, mentre di giorno possono vagabondare anche per 600 m: i ricercatori, quindi, potrebbero conteggiare per due volte lo stesso esemplare. Il conteggio dei maschi, tuttavia, porta a sottostimare la vera entità di una popolazione di quasi il 30%, e tale discrepanza può anche essere maggiore, dal momento che in una determinata notte solo l'80% dei maschi presenti in una certa area può cantare. In Africa il re di quaglie è sempre silenzioso.

## Distribuzione e habitat

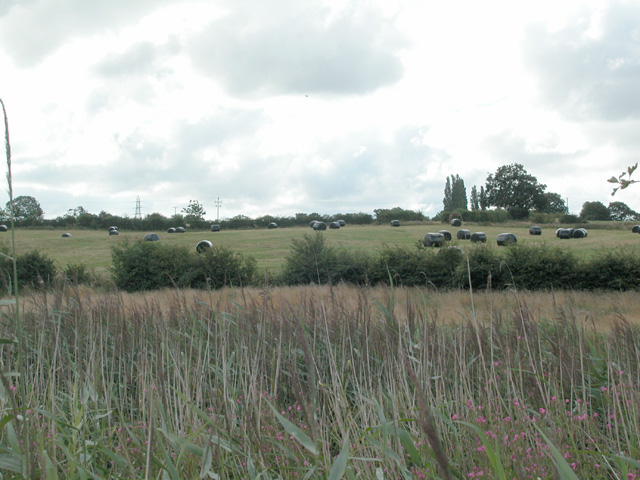
I campi di fieno sono il sito di nidificazione preferito dei re di quaglie.

L'areale di nidificazione del re di quaglie si estende dalla Gran Bretagna e dall'Irlanda, attraverso l'Europa, fino alla Siberia centrale. Attualmente scomparso da gran parte del suo areale storico, in passato questo uccello occupava tutte le zone a esso favorevoli tra i 41 e i 62° nord di latitudine. Una popolazione abbastanza numerosa è presente anche in Cina occidentale, ma la specie nidifica solo raramente nelle regioni settentrionali della Spagna e in Turchia. Le vecchie testimonianze secondo le quali la specie nidificherebbe anche in Sudafrica sono errate, e derivano dall'errore di identificazione di alcune uova conservate in una collezione museale, che, sebbene portino la dicitura «re di quaglie», appartengono in realtà al re di quaglie africano.
Il re di quaglie sverna perlopiù in Africa, in un'area che dalla Repubblica Democratica del Congo e dalle regioni centrali della Tanzania giunge fino al Sudafrica orientale. A nord di quest'area, viene avvistato soprattutto come specie migratrice, ma raramente sverna anche nel Nordafrica e a ovest e a nord della tipica zona di svernamento dell'Africa sud-orientale. La maggior parte della popolazione sudafricana, costituita da circa 2000 esemplari, risiede nel KwaZulu-Natal e in quella che in passato era la Provincia del Transvaal, ma le stime riguardanti le altre regioni africane sono incerte. Nel XIX secolo, quando la specie era molto più numerosa, un gran numero di re di quaglie veniva avvistato nell'Europa occidentale, soprattutto in Gran Bretagna e in Irlanda, tra dicembre e febbraio.

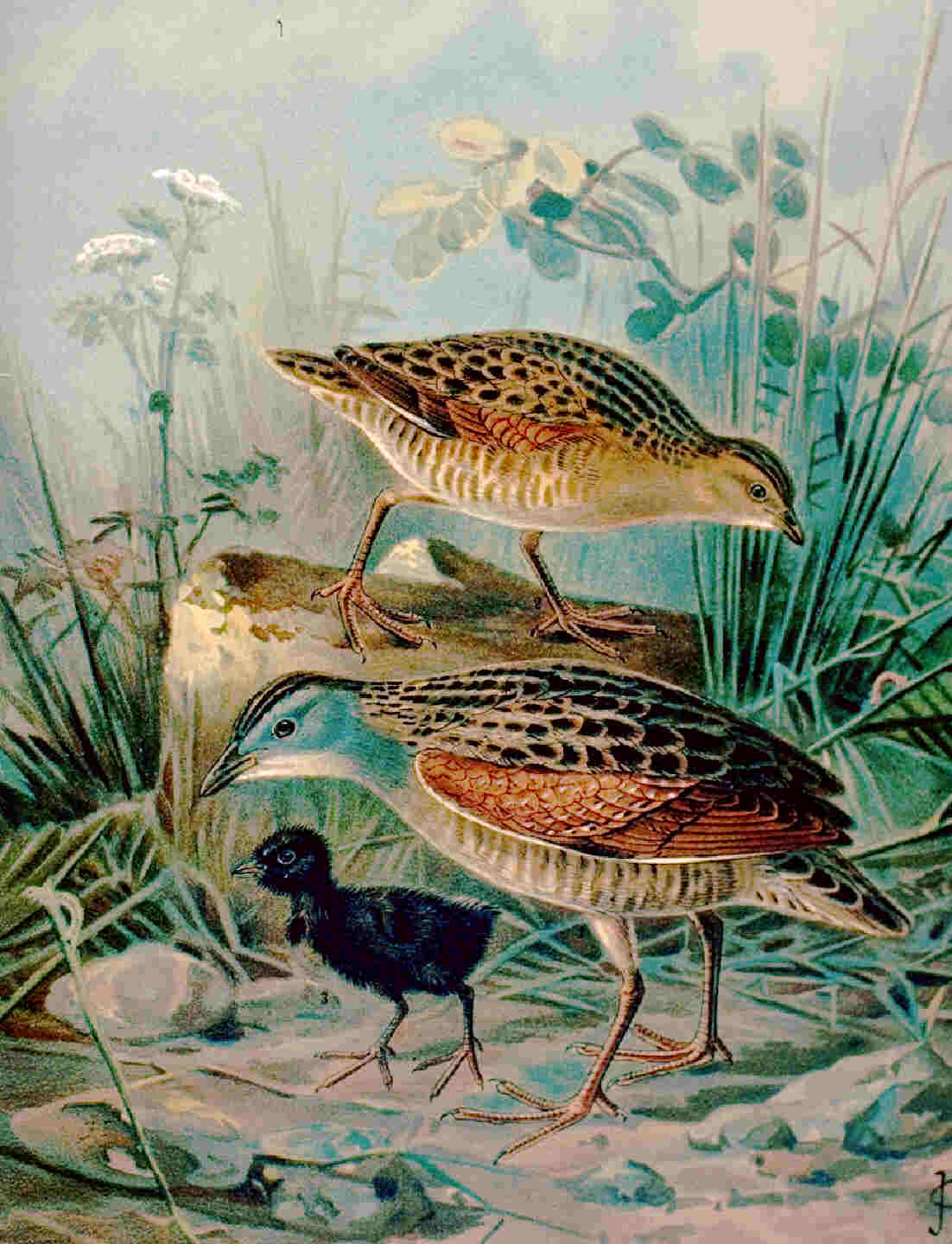
Adulti e pulcino.

Questo rallo migra verso l'Africa attraverso due rotte principali: una occidentale, attraverso Marocco e Algeria, e una orientale, più importante, attraverso l'Egitto. Di passo, è stato avvistato in quasi tutti i Paesi situati tra l'areale di nidificazione e quello di svernamento, compresa gran parte dell'Africa occidentale e quelle zone dell'Asia meridionale poste tra l'estremità orientale dell'areale di nidificazione e l'Africa. Talvolta esemplari nomadi sono stati segnalati in Sri Lanka, Vietnam, Australia, Seychelles, Bermuda, Canada, Stati Uniti, Groenlandia, Islanda, Fær Øer, Azzorre, Madeira e isole Canarie.
Il re di quaglie è soprattutto una specie di pianura, ma nidifica fino a quote di 1400 m, sulle Alpi, 2700 m, in Cina, e 3000 m, in Russia. Come habitat di nidificazione in Eurasia, la specie prediligeva in passato i prati lungo il corso dei fiumi, con erbe alte e folte, come carici e iris. Ora si incontra generalmente nelle fredde praterie umide impiegate per la produzione di fieno, soprattutto dove viene praticata un'agricoltura di tipo tradizionale, con una raccolta di fieno non troppo eccessiva e un limitato impiego di fertilizzanti. Vive anche nelle zone erbose prive di alberi delle regioni montuose, della taiga, delle regioni costiere o dove queste ultime sono state create dagli incendi. Si può incontrare anche ai margini delle zone umide, ma non si spinge mai nelle paludi vere e proprie, così come nelle aree aperte dove la vegetazione supera i 50 cm di altezza o è troppo fitta da impedire di camminarci attraverso. Le boscaglie o le siepi possono essere utilizzate come luoghi di richiamo. Le distese erbose dove l'erba non viene recisa dagli uomini o dagli animali da pascolo divengono troppo intricate per essere utilizzate per la nidificazione, ma talvolta il re di quaglie nidifica anche in campi di cereali, piselli, colza, trifoglio o patate. Dopo la nidificazione, gli adulti si spostano verso zone dove la vegetazione è più alta, come canneti o distese di iris e ortiche, per effettuare la muta, per poi tornare ai campi di fieno e foraggio per covare una seconda volta. In Cina, la specie nidifica anche nei campi di lino. Sebbene i maschi vengano spesso visti cantare in campi di fieno troppo sfruttati o in distese cerealicole, in tali aree si registra un basso successo riproduttivo, ed è più probabile che la nidificazione avvenga ai margini dei campi o nelle zone vicine lasciate a maggese.
Quando sverna in Africa, il re di quaglie occupa praterie e savane aride, ove la vegetazione misura 30–200 cm di altezza, comprese le aree colpite stagionalmente dagli incendi e, più raramente, le distese di carici o i canneti. Si incontra anche in campi incolti e abbandonati, nelle zone di erba incolta degli aeroporti e ai margini dei campi coltivati. In Sudafrica è presente fino ad almeno 1750 m di quota. Sebbene talvolta condivida l'areale con il re di quaglie africano, quest'ultimo predilige generalmente praterie più umide di quelle abitate dal re di quaglie, nonché quelle dove la vegetazione è meno alta. Durante la migrazione, il re di quaglie si può incontrare anche in campi di grano e attorno ai campi da golf.

## Biologia

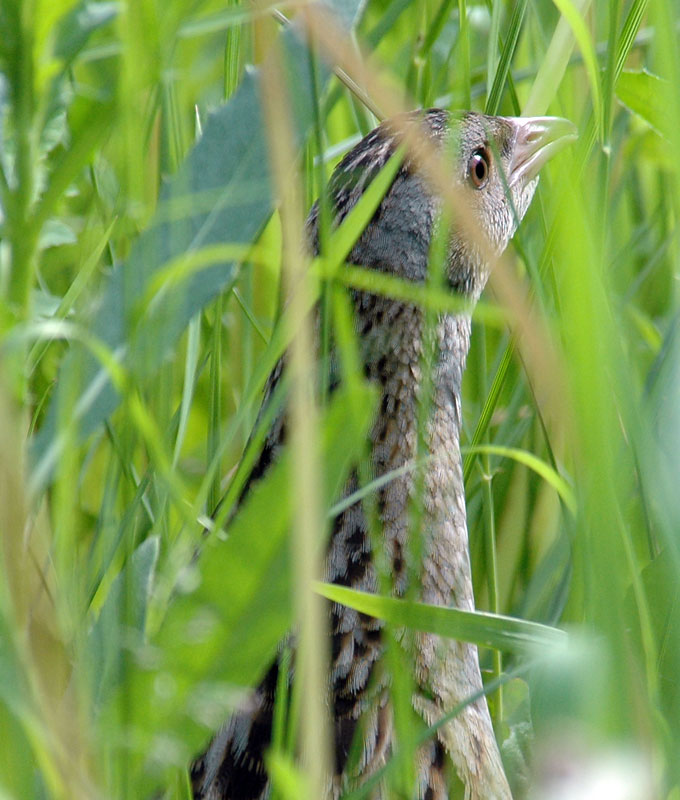
Un adulto.

Il re di quaglie è un uccello difficile da avvistare nei suoi siti di nidificazione: generalmente rimane nascosto tra la vegetazione, ma talvolta può spingersi su terreni aperti. Occasionalmente, alcuni esemplari possono divenire molto fiduciosi; per cinque estati consecutive, un esemplare sull'isola scozzese di Tiree si introdusse in una cucina per nutrirsi degli avanzi, e, nel 1999, un altro re di quaglie che svernava su un'altra isola scozzese, Barra, penetrò in un pollaio per beccare il mangime dopo che i polli avevano finito di mangiare. In Africa, ha abitudini più riservate del re di quaglie africano, e, diversamente dal suo simile, viene avvistato solo di rado sul terreno aperto, sebbene occasionalmente vada in cerca di cibo sui sentieri o ai lati delle strade. Il re di quaglie è più attivo all'alba e al crepuscolo, dopo una forte precipitazione o nei periodi di pioggia non troppo intensa. Il suo volo è generalmente debole e frullante, sebbene non quanto quello del rallo africano. Sulle lunghe distanze, come durante una migrazione, è capace di un volo più potente e resistente, durante il quale tiene le zampe sollevate. Cammina alzando molto le zampe, e può correre rapidamente tra l'erba tenendo il corpo, appiattito lateralmente, orizzontale. All'occasione, è anche in grado di nuotare. Quando viene stanato da un cane, può effettuare un breve volo di meno di 50 m, atterrando soprattutto dietro un cespuglio o un boschetto, e poi si rannicchia a terra. Se disturbato in una zona aperta, può correre per una breve distanza, con il corpo abbassato e il collo rivolto in avanti, per poi fermarsi a guardare l'inseguitore. Quando viene catturato può fingersi morto, per poi balzare di nuovo in piedi se scorge una via di uscita.
Nei terreni di svernamento il re di quaglie è solitario, e ogni esemplare occupa un territorio di 4,2-4,9 ha, sebbene l'esatta estensione totale sia piuttosto dubbia, dal momento che questi uccelli possono spostarsi a seguito di alluvioni o fienagioni o per seguire la crescita delle piante. Durante le migrazioni, si possono costituire stormi costituiti anche da 40 capi, associati talvolta alle quaglie. Le migrazioni avvengono di notte, e nei siti migliori ove gli stormi si riposano durante il giorno si possono radunare varie centinaia di esemplari. La capacità di migrare è innata e non viene appresa dagli adulti; i pulcini allevati da uccelli cresciuti in cattività per dieci generazioni furono in grado di migrare in Africa e di ritornare al punto di partenza proprio come i giovani cresciuti in natura.

### Alimentazione
Il re di quaglie è onnivoro, ma si nutre soprattutto di invertebrati, come lombrichi, limacce e chiocciole, ragni, Coleotteri, libellule, cavallette e altri insetti. Nelle aree di nidificazione, divora anche specie nocive come i curculioni del genere Sitona, che danneggiano le coltivazioni di legumi, le tipule e gli Elateridi, che in passato costituivano un vero flagello per le distese erbose. Talvolta cattura anche rane e mammiferi di piccole dimensioni, mentre come sostanze vegetali consuma soprattutto semi di piante erbacee e chicchi di cereali. Nei terreni di svernamento la dieta è pressoché simile, ma comprende anche prede tipiche del luogo, come termiti, blatte e scarabei stercorari. Le prede vengono catturate sul terreno, tra le piante basse e tra i grossi ciuffi d'erba; l'uccello può scavare tra la lettiera di foglie con il becco, o correre all'inseguimento di una preda più attiva. Generalmente va in cerca di prede nel fitto della vegetazione, ma, soprattutto nelle zone di svernamento, può andare a caccia anche sui sentieri erbosi o sulle strade sterrate. Le sostanze indigeribili vengono rigurgitate sotto forma di borre di 1 cm di larghezza. I pulcini si nutrono soprattutto di sostanze animali, e quando sono pienamente sviluppati possono volare con i genitori fino a 6,4 km di distanza dal nido per visitare aree di foraggiamento addizionali. Così come altri Rallidi, il re di quaglie ingerisce piccoli sassolini per facilitare la digestione.

### Riproduzione

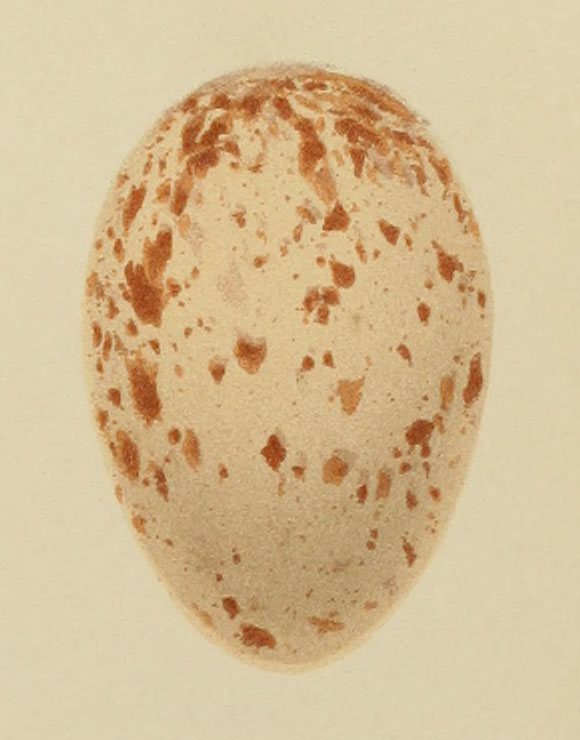
Uovo di re di quaglie.

Fino al 1995, si credeva che il re di quaglie fosse monogamo, ma i maschi occupano territori dai confini variabili e si accoppiano con due o più femmine, allontanandosi quando la deposizione delle uova è quasi completa. Il territorio dei maschi ricopre un'estensione variabile tra i 3 e i 51 ha, ma in media misura 15,7 ha. Le femmine occupano areali più piccoli, estesi solo per 5,5 ha. Il maschio allontana gli intrusi emettendo il proprio richiamo e assumendo una particolare postura, con le ali abbassate e la testa rivolta in avanti. Di solito basta questo per allontanare l'intruso; se esso non si muove, i due uccelli sollevano la testa e il collo e abbassano le ali fino a toccare il terreno. Poi corrono in circolo emettendo un richiamo gracchiante e lanciandosi l'uno addosso all'altro. Talvolta si può giungere a un combattimento vero e proprio, con gli uccelli che si scagliano addosso colpendosi con il becco e, talvolta, con le zampe. La femmina non prende parte alla difesa del territorio.
Nel corso del corteggiamento il maschio può porgere cibo alla compagna. Talvolta esegue anche una breve parata, tenendo il collo allungato, la testa rivolta verso il basso, la coda aperta a ventaglio e le ali aperte con le punte che toccano terra. Cerca poi di avvicinarsi alla femmina da dietro, per poi salirle sul dorso e accoppiarsi. Il nido è posto generalmente tra l'erba, talvolta in un luogo sicuro lungo una siepe, nei pressi di un albero o cespuglio isolato, o tra la fitta vegetazione. Dove l'erba non è alta abbastanza per dare inizio alla stagione della nidificazione, il primo nido può essere costruito su un prato o tra la vegetazione palustre, mentre il secondo viene costruito tra l'erba alta. Il secondo nido può anche essere posto a un'altezza maggiore del primo, per approfittare delle erbe che crescono in collina, che si sviluppano dopo. Il nido, ben nascosto nell'erba, viene costruito in una depressione o una cavità del suolo. Esso è fatto di fili d'erba secca e di altre sostanze vegetali intrecciate insieme, e imbottito con ciuffi più fini. In passato si riteneva che la costruzione del nido fosse un compito esclusivo della femmina, ma nel corso di un recente studio effettuato in cattività è sempre stato il maschio a occuparsi di questo.
Il nido misura 12–15 cm di diametro ed è profondo 3–4 cm. La covata è composta da 6-14 uova, generalmente 8-12; esse sono ovali, leggermente lucide e di colore crema o dai toni verdi, blu o grigi, macchiettate di rosso-bruno. Misurano 37×26 mm e pesano circa 13-16 g, dei quali il 7% è costituito dal guscio. Le uova vengono deposte a giorni alterni, ma nel corso della seconda covata possono venir deposte due uova al giorno. Della cova si occupa la sola femmina; la sua tendenza a rimanere immobile quando si sente minacciata, o di attendere l'ultimo momento per spiccare il volo, causa molti decessi durante la fienagione e la mietitura. Le uova si schiudono tutte insieme dopo 19-20 giorni, e i pulcini, precoci, lasciano il nido entro uno o due giorni. Essi vengono nutriti dalla femmina per tre o quattro giorni, ma in seguito si procurano il cibo da soli. I giovani si involano dopo 34-38 giorni. La seconda covata viene deposta circa 42 giorni dopo la prima, ma il periodo di incubazione è più breve, di 16-18 giorni. I piccoli, una volta cresciuti, possono rimanere in compagnia della femmina fino al momento di migrare per l'Africa.
Nei siti indisturbati il successo della nidificazione è elevato, dell'80-90%, ma esso diminuisce alquanto nei prati trattati con fertilizzanti e nei terreni soggetti ad aratura. Il come e il quando viene effettuata la fienagione sono di importanza cruciale; le macchine agricole possono uccidere il 38-95% dei pulcini di un determinato sito: queste perdite riguardano il 50% dei pulcini della prima covata e poco meno del 40% di quelli della seconda. L'influsso del clima sulla sopravvivenza dei piccoli è limitato: dal momento che si sviluppano piuttosto velocemente, in periodi asciutti o caldi, le perdite dovute al clima sono relativamente poche. Diversamente da molte altre specie in cui i pulcini sono precoci, i pulcini vengono nutriti dalla madre fino a quando non raggiungono l'indipendenza, e questo può essere loro di aiuto quando la situazione peggiora. Più che dal tempo, la sopravvivenza dei pulcini è influenzata soprattutto dal numero dei componenti della covata: infatti, il tasso di sopravvivenza diminuisce nelle nidiate troppo numerose. Il tasso di sopravvivenza annuale negli adulti è inferiore al 30%, ma alcuni esemplari possono vivere fino a 5-7 anni.

## Predatori e parassiti

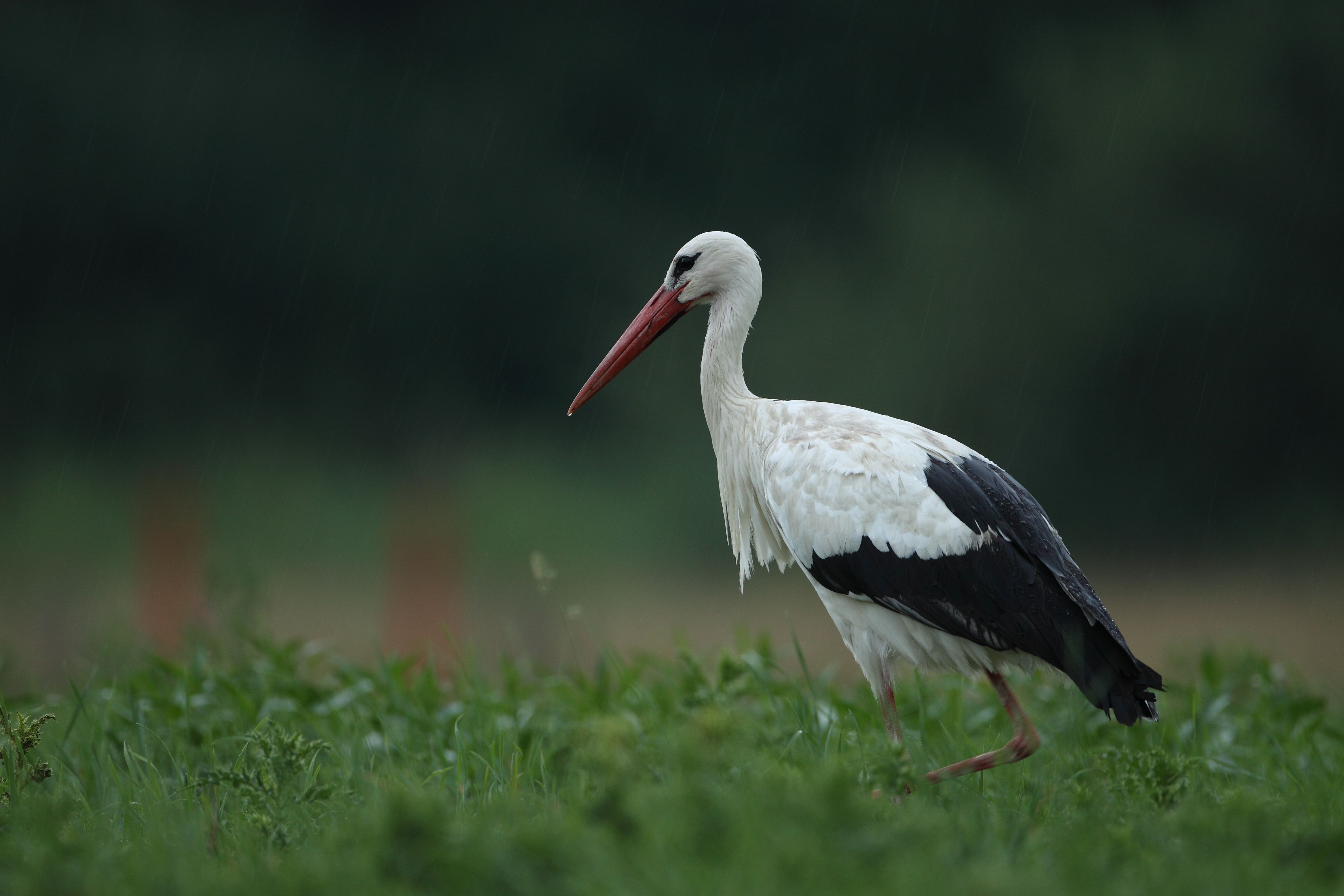
La cicogna bianca può uccidere i pulcini rimasti esposti dalle falciature anticipate.

Tra i predatori del re di quaglie nei suoi siti di nidificazione ricordiamo gatti selvatici e domestici, visoni americani (introdotti dall'uomo), furetti selvatici, lontre, volpi rosse e vari uccelli, come poiane e cornacchie grigie. In Lituania, anche il cane procione, introdotto lì dall'uomo, dà la caccia al re di quaglie. Quando, dopo la falciatura, i pulcini rimangono esposti, possono cadere vittima di grossi uccelli, come cicogne bianche, albanelle e altri rapaci, gabbiani e Corvidi. Nei siti indisturbati, i nidi e i nidiacei vengono attaccati di rado, così come dimostra il maggiore successo riproduttivo riscontrato in tali aree. Una volta, durante la migrazione, un esemplare è stato assalito e ucciso da un astore nero.
Tra i parassiti che attaccano il re di quaglie ricordiamo il largamente diffuso trematode Prosthogonimus ovatus (che vive negli ovidotti degli uccelli), il verme parassita Plagiorchis elegans, le larve delle mosche parassite e le zecche dure dei generi Haemaphysalis e Ixodes.
Durante il programma di reintroduzione del re di quaglie in Inghilterra, nella stagione di nidificazione del 2003, i batteri patogeni del genere Campylobacter causarono enteriti e altri disturbi negli esemplari precedentemente rilasciati in natura. In seguito, vennero effettuate analisi microbiologiche per localizzare gli esemplari infetti e scoprire da dove provenivano i batteri.

## Conservazione
Fino al 2010, malgrado occupasse un areale di nidificazione esteso per 12.400.000 km², il re di quaglie veniva classificato, sulla Lista Rossa dell'IUCN, tra le «specie prossime alla minaccia», a causa della diminuzione della popolazione europea, ma un monitoraggio effettuato in Russia e Kazakistan ha dimostrato che in tale zona il numero di esemplari era rimasto stabile o addirittura aumentato. Attualmente, quindi, viene classificata come «specie a rischio minimo», dal momento che le popolazioni più numerose, quelle di Russia e Kazakistan, non sembrano affatto minacciate. La popolazione di re di quaglie viene stimata in Europa su 1,3-2 milioni di coppie riproduttrici, tre-quarti dei quali nella sola Russia europea, alle quali vanno sommate altre 515.000-1.240.000 coppie presenti nella Russia asiatica; la popolazione totale viene stimata sui 5,45-9,72 milioni di esemplari. In gran parte della regione occidentale dell'areale di nidificazione, il numero dei re di quaglie è notevolmente diminuito, e il declino continua tuttora, sebbene i programmi di conservazione abbiano consentito il suo recupero in alcuni Paesi, come in Finlandia, dove la popolazione è quintuplicata, e nel Regno Unito, dove è raddoppiata. Nei Paesi Bassi, nel 1996, vi erano 33 siti di nidificazione, saliti ad almeno 500 già nel 1998.
La popolazione riproduttiva iniziò a diminuire nel XIX secolo, ma tale processo si è particolarmente intensificato dopo la seconda guerra mondiale. In gran parte dell'Europa la causa principale di questo declino è stata la perdita di nidi e pulcini dovuta all'anticipazione della falciatura del fieno. Nel secolo scorso il periodo della fienagione si è anticipato sempre più, a causa dello sviluppo di colture dalla crescita più rapida, reso possibile dalle bonifiche e dall'impiego di fertilizzanti, nonché dalla sostituzione dei metodi di raccolta tradizionali con le falci all'impiego di falciatrici meccaniche, prima trainate dai cavalli, poi dai trattori. La meccanizzazione ha permesso anche di operare più velocemente su vaste aree, in modo tale che le coppie che perdono la prima covata non riescono a trovare un sito alternativo per deporne una seconda. Anche la tecnica principale con cui viene effettuata la fienagione, in modo circolare dall'esterno del campo verso il centro, offre poche possibilità di fuga ai pulcini, che rimangono così esposti all'attacco di potenziali predatori. Gli adulti sono in grado di fuggire dalle falciatrici, ma durante la cova alcune femmine non si allontanano dal nido, con risultati fatali.

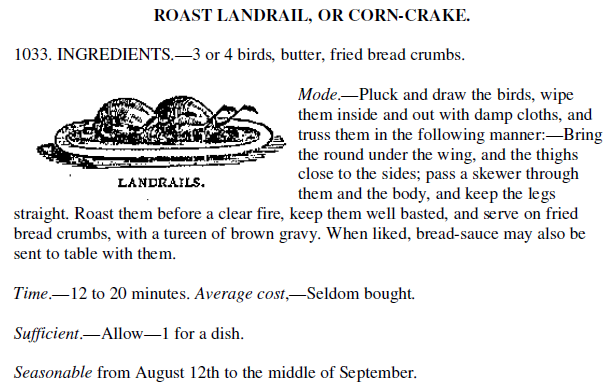
La ricetta di Mrs. Beeton.

Un altro fattore di minaccia per il re di quaglie è costituito dalla distruzione dell'habitat, dal momento che i campi bonificati e trattati con concimi chimici sono meno idonei alla nidificazione dei campi di fieno tradizionali. Nell'Europa occidentale la conversione delle praterie in terreni agricoli è stata facilitata da sussidi statali, mentre in quella orientale il crollo dell'agricoltura collettiva ha portato all'abbandono di terreni agricoli, in un'area considerata importante per la nidificazione della specie. Altre minacce più localizzate sono le inondazioni primaverili e il disturbo causato da strade o parchi eolici. Le carni di questo uccello sono buone da mangiare; quando esso era comune in Inghilterra, Mrs. Beeton raccomandava di arrostirne quattro su uno spiedo. Un impatto più significativo della caccia diretta lo hanno le catture indirette di molti esemplari, fino a 14.000 all'anno, in Egitto, dove gli esemplari migratori rimangono intrappolati nelle reti posizionate per le quaglie, assieme alle quali sono spesso in compagnia durante la migrazione. Anche se con questo tipo di caccia va perduto lo 0,5-2,7% della popolazione europea, le perdite registrate sono inferiori rispetto a quando le specie oggetto di caccia erano più numerose e prevedibili.
La maggior parte dei Paesi europei ha preso provvedimenti per garantire la sopravvivenza al re di quaglie e migliorare la gestione delle risorse naturali; è all'opera anche un apposito piano d'azione al quale collaborano Paesi di tutta Europa. Obiettivo dei programmi di conservazione è monitorare le popolazioni e la loro ecologia e garantire loro la sopravvivenza, soprattutto attraverso la variazione dei periodi di raccolta del fieno e delle tecniche con la quale viene praticata. Fienagioni eseguite più tardi consentono alla specie di nidificare con tranquillità, mentre lasciare strisce di fieno indisturbate ai margini dei campi e procedere al taglio dal centro verso l'esterno diminuisce il rischio di mortalità. Il declino della popolazione si arresterà se tali misure verranno applicate su una scala sufficientemente grande. Anche la diminuzione degli abbattimenti illegali e la messa in atto di efficienti misure di protezione nei Paesi dove la caccia è ancora permessa potrebbero fare molto per favorire la specie. Programmi di reintroduzione sono stati effettuati in Inghilterra, e in molti altri Paesi i siti di nidificazione vengono attentamente monitorati. Nei casi in cui i siti di nidificazione incidono sulle aree urbane, vi sono implicazioni di costo, stimate in uno studio effettuato in Germania a diversi milioni di euro per esemplare. Nei siti di svernamento, invece, il re di quaglie non è affatto minacciato, anzi, può trarre beneficio dai processi di deforestazione, che creano habitat più aperti.